# Toxorhynchites ramalingami
Toxorhynchites ramalingami är en tvåvingeart som beskrevs av Neal L. Evenhuis och Wallace A. Steffan 1986. Toxorhynchites ramalingami ingår i släktet Toxorhynchites och familjen stickmyggor.
Artens utbredningsområde är Brunei. Inga underarter finns listade i Catalogue of Life.